# Caersws FC
Caersws Football Club is een voetbalploeg die uitkomt in de League of Wales. De club werd in 1887 opgericht en heeft als thuisbasis de Recreation Ground in Caersws, waarin 4000 supporters kunnen.
De ploeg werd in 1887 opgericht als Caersws Amateurs en veranderde de naam pas in 1974. Ondanks het lange bestaan van de club werden pas een halve eeuw geleden de eerste grote prestaties geboekt. In het seizoen 1959/60 wist de ploeg voor het eerst de Mid-West League te winnen, wat de ploeg in de daaropvolgende jaren nog enkele keren wist te herhalen. Bovendien behaalde het in die tijd 3 keer de finale van de Welsh Amateur Cup, wat in 1961 de eindoverwinning opleverde. Bovendien wist de ploeg in 1989 de Welsh Intermediate Cup te veroveren. In 1990 speelde de ploeg mee in de Cymru Alliance (die het won in 1992) en in 1992 was het medeoprichter van de huidige League of Wales. Vanaf dat jaar is Mickey Evans trainer van de club en dat is hij tot op heden nog steeds. De grootste successen die de ploeg de afgelopen jaren wist te behalen waren de eindoverwinningen in de Welsh League Cup in 2001 en 2002. Daarnaast werd de ploeg in 2002 4e in de competitie en heeft het twee wedstrijden in de Intertoto Cup gespeeld tegen PFC Marek uit Bulgarije waarbij de uitslag over twee wedstrijden 3-1 voor de tegenstander was.

## Prijzen
- Winnaar League Cup: 2001, 2002 en 2007
- Verliezend finalist League Cup: 1993
- Winnaar Cymru Alliance: 1992
- Tweede plaats Cymru Alliance: 1991
- Winnaar Cymru Alliance League Cup: 1991
- Winnaar Welsh Amateur Cup: 1961
- Verliezend finalist Welsh Amateur Cup: 1953, 1963 en 1964
- Winnaar Welsh Intermediate Cup: 1989
- Verliezend finalist Welsh Intermediate Cup: 1984 en 1992
- Winnaar Welsh National Football League (Mid West Section): 1960, 1961, 1963, 1978, 1983, 1986, 1989, 1990 en 1997
- Tweede plaats Welsh National Football League (MW Section): 1954, 1959, 1962, 1964, 1977, 1979, 1985 en 1988

## Caersws FC in Europa
- 1R = eerste voorronde

| Seizoen | Competitie    | Ronde | Land               | Club            | Score    |
| ------- | ------------- | ----- | ------------------ | --------------- | -------- |
| 2002    | Intertoto Cup | 1R    | Vlag van Bulgarije | Marek Doepnitsa | 1-1, 0-2 |

Zie ook
- Deelnemers UEFA-toernooien Wales